# 利博霍維采

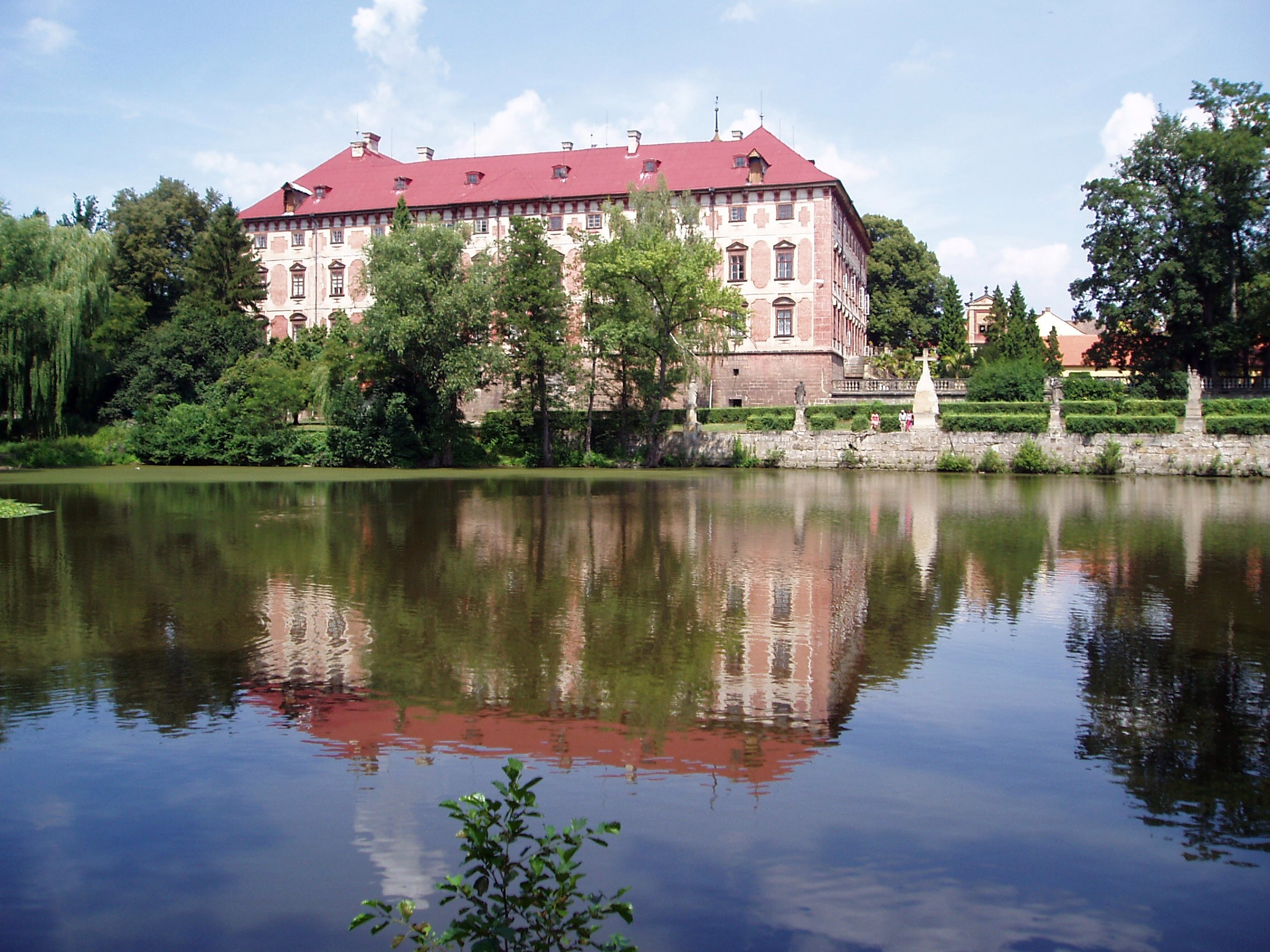

利博霍維采是捷克的城鎮，位於該國西北部奧赫熱河畔，距離拉貝河畔羅烏德尼采15公里，由烏斯季州負責管轄，面積15.64平方公里，海拔高度166米，2006年人口共3,741。

## 外部連結
- （捷克文） Official Libochovice website（页面存档备份，存于）
- （捷克文） Libochovice Castle（页面存档备份，存于）